# Epsilon Hydrae
Epsilon Hydrae (ε Hya, ε Hydrae) è un sistema stellare situato nella costellazione dell'Idra. Con una magnitudine apparente di +3,38, si tratta della sesta stella più luminosa della propria costellazione. La sua distanza dal sistema solare è di 129 anni luce.

## Osservazione
Situata al confine con la costellazione del Cancro, ε Hydrae è una delle stelle più settentrionali della costellazione dell'Idra, ed è situata nell'emisfero boreale. La sua prossimità all'equatore celeste le consente di poter essere osservata da tutte le aree abitate della Terra. D'altra parte questa vicinanza all'equatore celeste fa sì che essa sia circumpolare solo nelle regioni vicine al polo nord terrestre. Essendo di magnitudine +3,4 la si può scorgere anche dai piccoli e medi centri urbani senza difficoltà, sebbene un cielo non eccessivamente inquinato sia maggiormente indicato per la sua individuazione.
Il periodo migliore per la sua osservazione ricade nei mesi primaverili dell'emisfero boreale, che equivale alla stagione autunnale dell'emisfero australe.

## Caratteristiche del sistema
Le due componenti principali di Epsilon Hydrae, separate da appena 0,2 secondi d'arco, formano una binaria avente un periodo orbitale di 15 anni. La primaria è una gigante gialla di tipo spettrale G5III e magnitudine 3,8, mentre la secondaria è una stella bianca di classe A5V di magnitudine 4,7. La distanza reale tra le due stelle varia da 3,6 a 17,4 UA a causa della notevole eccentricità dell'orbita. La gigante gialla, circa 3 volte più massiccia e quasi 60 volte più luminosa del Sole, ha una temperatura superficiale attorno ai 4900 K. La secondaria è talvolta classificata come una stella bianca di sequenza principale; tuttavia altri cataloghi la indicano come subgigante o anche come gigante, di classe A8III-IV, con una luminosità 17 volte superiore a quella del Sole ed una massa circa due volte quella della nostra stella.
A 4,5 secondi d'arco dalla coppia principale si può osservare una terza componente, chiamata Epsilon Hydrae C, una nana bianco-gialla di tipo F5V avente una temperatura di 6600 K e una luminosità superiore a 2,5 volte quella del Sole. Essa impiega 990 anni per completare un'orbita intorno alle altre due stelle dalla quale è separata da circa 190 UA. Anch'essa è una binaria le cui componenti sono separate da sole 0,09 UA e completano un'orbita attorno al comune centro di massa in 9,9 giorni.
Visivamente a 19 secondi di arco, una stella di decima magnitudine pare avere lo stesso moto proprio delle altre componenti e dovrebbe essere quindi legata gravitazionalmente al sistema. Orbita attorno alle quattro stelle principali ad una distanza di circa 800 UA.
Epsilon Hydrae è classificata come variabile BY Draconis, con una variazione di luminosità di 0,04 magnitudini.